# Alex Rahm
Alex Rahm, född 10 augusti 2003, är en svensk och finsk fotbollsmålvakt som spelar i Örgryte IS. Den 1 september 2022 slöt IF Elfsborg och Örgryte IS ett samarbetsavtal där Alex Rahm anslöt till Örgryte IS och därmed kunde representera båda föreningarna. I januari 2023 skrev Alex på permanent med Örgryte IS på två år.
Alex påbörjade sin fotbollskarriär i England 2010 där han spelade i Reigate Priory FC. 2012 gick flytten till Sverige där han började spela i lokala klubben Herrljunga SK, där han spelade främst som utespelare men även som målvakt. Senare började han i IF Elfsborgs ungdomssektion och delade 2022 sin träning mellan Elfsborgs U19- och A-lag samt ÖIS A-lag.
I januari 2023 lämnade Alex IF Elfsborg och skrev på för Superettanlaget Örgryte IS i ett avtal som löpte på två år, inklusive säsongen 2024.
Den 29 april 2024 förlängde ÖIS Rahms avtal över säsongen 2026. 